# Плохий Кіндрат
Кіндрат Плохий (псевдо Андрій Перебендя, 1888 — 1979) — бандурист. За фахом математик і військовик, громадський діяч.

## Життєпис
Народжений у станиці Пашківська на Кубані. За словами О. Нирка, це був національно-свідомий українець. Навчався в Московському університеті. У роки визвольних змагань - козацький старшина.
Як бандурист народився на Соловках, де перебував в ув'язненні. Учителями його були «табірні кобзарі-бандуристи, яких там, на жаль, не бракувало» (вислів М. Варрави). Бандуру йому на Соловки вислав з Дніпропетровська  Микола Богуславський.
В «Океанічному збірнику» (ч. 7, 1946), виданому на ротаторі на еміграції, пише В. Ємець, друкувалася «Дума Соловецька» кобзаря Андрія Перебенді. У передмові до думи зазначалося: «Заходами славної пам’яти «діда-пасішника» М. О. Богуславського у м. Дніпропетровську по підписному листку були зібрані кошти, на які придбана кобза, мальована і надіслана мені в Соловецький табір».
Кіндрат Плохий (А. Перебендя) «концертував» у середовищі невільників-каторжан. Створив «Думу соловецьку». Ймовірно, Плохому вдалося вирватися із Соловків і емігрувати (про це є опосередковане свідчення у листі Плохого до В. Ємця 4 грудня 1958 р.). В. Ємець називає його "др Плохий", отже, той міг займатися наукою.
За даними О. Нирка, К. Плохий помер у США.